# ATA
ATA (англ. Advanced Technology Attachment) — стандартний інтерфейс для під'єднання зовнішніх пристроїв, на кшталт жорстких дисків та CD-ROM приводів до персональних комп'ютерів, що розвинувся на базі оригінального інтерфейсу IDE фірми Western Digital.
Після появи на ринку Serial ATA у 2003, оригінальний ATA було перейменовано у Parallel ATA (PATA). Відповідно до її назви, ця стаття описує лише Parallel ATA.
Стандарти Parallel ATA дозволяють використовувати для під'єднання кабелі довжиною до 48 сантиметрів, попри те, що у продажу є кабелі довжиною аж до 91 сантиметра. Через дане обмеження, ця технологія зазвичай використовується для внутрішніх пристроїв зберігання даних.

## Історія

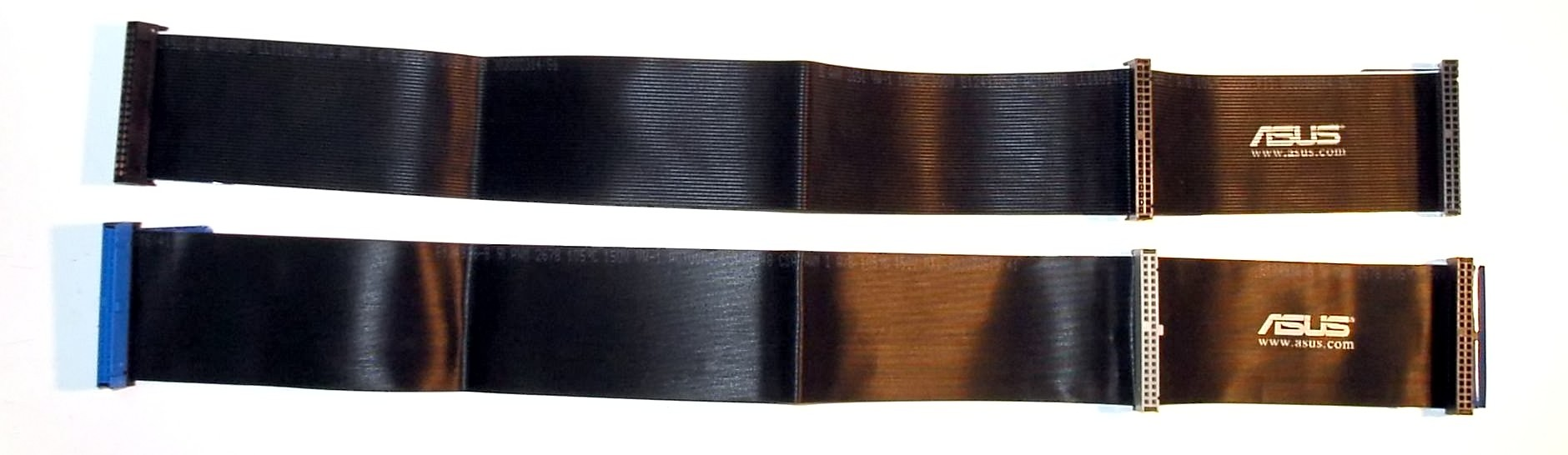
ATA кабелі: 40-жильний (зверху) та 80-жильний (нижній)

### IDE і ATA-1
Спершу ім'я стандарту задумувалося, як PC/AT Attachment, оскільки його призначенням було під'єднання пристроїв до шини ISA, котра також відома, як шина AT; це ім'я було скорочене до не певного AT Attachment, щоб уникнути можливих проблем із торговою маркою.
Рання версія специфікації, задумана Western Digital у ранніх 1980-х була відомішою, як Integrated Drive Electronics (IDE).

### EIDE і ATA-2
Enhanced IDE (EIDE) — розширення до оригінального стандарту АТА, котре також було розроблене компанією Western Digital.

## Версії стандарту PATA
У наведеній нижче табличці, вказано назви версій стандарту ATA, а також підтримувані ними режими і швидкість передачі даних. Слід зазначити, що швидкість передачі, котра вказується для кожного стандарту (наприклад, 66,7 Мб/с для UDMA4, який зазвичай іменується, як «ULTRA-DMA 66») вказує максимальну теоретично можливу швидкість в кабелі. Це просто два байти, помножені на фактичну частоту, і припускається, що кожен цикл використовується для передавання призначених для користувача даних. На практиці швидкість звісно ж, менша.
Перевантаження на шині, до якої під'єднаний ATA-контролер, також може обмежувати максимальний рівень передачі. Наприклад, максимальна пропускна здатність шини PCI, котра працює на частоті 33 Мгц і має розрядність 32 біта, становить 133 Мб/с, і ця швидкість ділиться між всіма під'єднаними до шини пристроями.
Згідно з даними на жовтень 2005 р., не існує ATA-дисків, що мають стійку швидкість передавання вище 80 Мб/с. Та й ці тести не дають реальної картини, оскільки спроектовані так, що при їх роботі практично не зустрічається затримок на пошук, і не враховується час очікування. У більшості реальних ситуацій ці два чинники багато чого визначають; третім по важливості чинником є пропускна здатність шини ATA. Отже, швидкість понад 66 Мб/с тільки тоді реально впливає на продуктивність, коли диск всі операції введення/виводу проводить зі своїм внутрішнім кешем — ситуація достатньо незвичайна, особливо з причини того, що дані в цьому випадку зазвичай вже кешовані операційною системою.
| Стандарт    | Інші імена                          | Додані режими передачі (Міб/с)                                                         | Максимальний обсяг диску            | Інші нові особливості | ANSI                                                                                      |
| ----------- | ----------------------------------- | -------------------------------------------------------------------------------------- | ----------------------------------- | --- | ----------------------------------------------------------------------------------------- |
| ATA-1       | ATA, IDE                            | PIO 0,1,2 (3.3, 5.2, 8.3) Single-word DMA 0,1,2 (2.1, 4.2, 8.3) Multi-word DMA 0 (4.2) | 127.5 GiB (CHS mode), 128 GiB (LBA) | | X3.221-1994 [Архівовано 10 жовтня 2006 у Wayback Machine.] (застаріший починаючи із 1999) |
| ATA-2       | EIDE, Fast ATA, Fast IDE, Ultra ATA | PIO 3,4: (11.1, 16.6) Multi-word DMA 1,2 (13.3, 16,6)                                  |                                     | | X3.279-1996 [Архівовано 12 жовтня 2006 у Wayback Machine.] (застарілий із 2001)           |
| ATA-3       | EIDE                                |                                                                                        |                                     | Обов'язкова підтримка LBA. S.M.A.R.T., Безпека                                                                                                 | X3.298-1997 [Архівовано 12 жовтня 2006 у Wayback Machine.] (застарілий із 2002)           |
| ATA/ATAPI-4 | ATA-4, Ultra ATA/33                 | Ultra DMA 0,1,2 (16.7, 25.0, 33.3) aka Ultra-DMA/33                                    |                                     | Incorporated ATAPI packet commands, i.e. support for CD-ROM, tape drives etc.,. Overlapped and queued command sets added as optional features. | NCITS 317-1998                                                                            |
| ATA/ATAPI-5 | ATA-5, Ultra ATA/66                 | Ultra DMA 3,4 (44.4, 66.7) aka Ultra DMA 66                                            |                                     | 80-дротові кабелі | NCITS 340-2000                                                                            |
| ATA/ATAPI-6 | ATA-6, Ultra ATA/100                | UDMA 5 (100) т.в.я Ultra DMA 100                                                       | 144 PiB-512B                        | 48-бітний LBA Автоматичне Акустичне Управління                                                                                                 | NCITS 361-2002                                                                            |
| ATA/ATAPI-7 | ATA-7, Ultra ATA/133                | UDMA 6 (133) т.в.я Ultra DMA 133 SATA/150                                              |                                     | SATA 1.0, Streaming feature set, long logical/physical sector feature set for non-packet devices                                               | NCITS 397-2005                                                                            |
| ATA/ATAPI-8 | ATA-8                               | —                                                                                      |                                     | Hybrid drive featuring non-volatile cache to speed up critical OS files                                                                        | in progress                                                                               |